# Jan Nepomucen Wański
Jan Nepomucen Wański (Gran Polònia, vers el 1800 - Ais de Provença (França), abril de 1888), va ser violinista i compositor polonès, era fill de Jan Wański que també un reconegut músic.

## Biografia
Va començar la seva educació musical a Kalisz i Varsòvia. Després de la Revolta de Novembre, va emigrar a França. Va perfeccionar el seu violí amb el professor Pierre-Marie-François Baillot (1771–1842).
Com a violinista va actuar a França, Suïssa, Itàlia i Espanya. Va compondre principalment peces per a violí, també amb finalitats pedagògiques. Va escriure llibres de text per tocar el violí i la viola, i per aprendre harmonia. Va ser membre de l'Acadèmia Romana de Santa Cecilia.
El 1838 es va establir a Ais de Provença, on va viure fins a la seva mort. Allà va exercir com a primer violinista de l'orquestra del teatre. Per iniciativa seva es va establir un conservatori a Ais de Provença.